# Andy Hawkins
Melton Andrew Hawkins (nacido el 21 de enero de 1960) es un ex lanzador y entrenador de béisbol profesional estadounidense. Hawkins pasó la mayor parte de su carrera en las Grandes Ligas (MLB) con los Padres de San Diego, y también jugó para los Yankees de Nueva York y brevemente para los Atléticos de Oakland.

## Carrera de béisbol

### Padres de San Diego
Es conocido por ser el primer (y hasta ahora, el único) lanzador de los Padres de San Diego en ganar un juego de Serie Mundial. Hawkins obtuvo una victoria lanzando en relevo en el Juego 2 de la Serie Mundial de 1984, que los Padres perdieron ante Detroit en cinco juegos, aunque fue el lanzador perdedor en el quinto y último juego. Su mejor temporada fue 1985, cuando lanzó un récord personal de 228  entradas, compilado un registro de 18-8 (ganando sus primeras 11 aperturas), y terminó con un promedio de rendimiento acumulado de 3.15. Hawkins es el primer lanzador en ganar sus primeras diez aperturas desde el advenimiento del juego divisional en las Grandes Ligas, que comenzó en 1969. Sus 18 no decisiones en 1986 fueron la mayor cantidad entre los lanzadores abridores de la MLB para esa temporada.

### Yankees de Nueva York
Después de seis temporadas en San Diego, Hawkins se convirtió en agente libre después de la temporada de 1988 y firmó un contrato de tres años con los Yankees de Nueva York en diciembre de 1988. Hawkins fue abridor más consistente de los Yankees en 1989, compilando un récord de 15-15, una efectividad de 4.80 y 111 carreras limpias, líder en la Liga Americana, que se rindieron en 208 entradas lanzadas.
Pero al año siguiente, Hawkins luchó por un equipo de los Yankees muy pobre. El 8 de mayo, con solo una victoria y una efectividad de 8.56, a Hawkins se le ofreció su liberación total, que aceptó, aunque una lesión esa noche del lanzador Mike Witt hizo que cambiara de opinión. Hawkins lanzó mucho mejor en sus siguientes tres aperturas, aunque todavía tenía un récord de 1-4 tres meses después de la temporada.
El 1 de julio de 1990, Hawkins comenzó contra los Medias Blancas de Chicago en Comiskey Park. Dominó a los Medias Blancas en la octava entrada, retirando a los dos primeros bateadores antes de que Sammy Sosa alcanzara en un error de fildeo del antesalista de los Yankees Mike Blowers. Después de que Hawkins llenó las bases caminando a los siguientes dos bateadores, Robin Ventura lanzó un elevado al jardín izquierdo. El novato Jim Leyritz, luchando contra un viento tempestuoso, hizo que la pelota rebotara en su guante por un error, permitiendo que los tres corredores anotaran. El siguiente bateador, Iván Calderón, pegó un elevado alto al jardín derecho, que Jesse Barfield perdió al sol, dejándolo caer por otro error, permitiendo que Ventura anotara. Los Yankees no pudieron anotar en el noveno, lo que le dio a Hawkins la derrota a pesar de no permitir un hit.
Major League Baseball no considera este esfuerzo un juego sin hits oficial, y enumera a Hawkins que solo completó ocho entradas lanzadas. El 4 de septiembre de 1991, el Comité de Exactitud Estadística, designado por el comisionado Fay Vincent, cambió la definición de un juego sin hits para exigir que un lanzador debe lanzar al menos nueve entradas completas y un juego completo para que el juego sin hits sea oficial. Desde que Hawkins jugó para el equipo visitante, los Medias Blancas nunca batearon en la novena entrada, lo que significa que Hawkins perdió el crédito por un juego sin hits. El juego también se destacó por ser un doble sin hits en la sexta entrada (y un juego doble perfecto en la quinta), ya que el abridor de los White Sox, Greg Hibbard, también lanzó muy bien.
En su siguiente aparición el 6 de julio, se enfrentó a los Mellizos de Minnesota en el Yankee Stadium en el juego inaugural de una doble cartelera. Hawkins lanzó una blanqueada en la duodécima entrada, pero terminó perdiendo 2-0. Desde entonces, ningún otro lanzador abridor ha lanzado en un juego de Grandes Ligas en la duodécima entrada o más tarde.
En su siguiente aparición el 12 de julio en el Bronx, los Yankees perdieron un juego sin hits de seis entradas ante Mélido Pérez y los Medias Blancas. Asimismo, ese juego no se considera un juego sin hits oficial, ya que el juego se redujo a siete entradas debido a la lluvia; Hawkins todavía estaba en el montículo cuando el juego se retrasó y luego se canceló. El peor mes de Hawkins de su carrera culminó con su peor comienzo de temporada, en casa el 17 de julio contra los Kansas City Royals. Hawkins trabajaron a través de 4 entradas, y se entregaron ocho carreras en la fuerza de cuatro cuadrangulares, tres de ellos por Bo Jackson, y cargó con la derrota en una victoria 10-7 de Kansas City. Hawkins terminó 1990 con un récord de 5-12 y una efectividad de 5.37 en 1572⁄3 entradas lanzadas.
Hawkins comenzó la temporada de 1991 mal, así, apareciendo en cuatro juegos y yendo 0-2 antes de ser sacado de la rotación, renunciar a 14 carreras limpias en 12  entradas. Los Yankees liberados Hawkins el 9 de mayo, dos días después de que sólo duró 2  entradas, y se entregó cuatro carreras y cinco hits (incluyendo dos cuadrangulares) a los Angelinos de California el 7 de mayo en Anaheim. Firmó con los Atléticos de Oakland más de una semana después; compiló un récord de 4-4 con una efectividad de 4.79 en 77 entradas antes de que los Atléticos lo liberaran a mediados de agosto. En lo que sería su última aparición en Grandes Ligas el 4 de agosto contra los Mellizos en Oakland, Hawkins se enfrentó a un solo bateador, ponchando a Scott Leius con un swing.
En sus tres temporadas en la Liga Americana, Hawkins también luchó poderosamente mientras lanzaba en Fenway Park. En tres aperturas en su carrera allí contra los Medias Rojas de Boston, Hawkins logró un total de solo una entrada, permitiendo 18 carreras limpias.

### Entrenamiento
Hawkins fue el entrenador de bullpen de los Texas Rangers, habiendo servido como entrenador de pitcheo interino luego del despido del anterior entrenador de pitcheo Mark Connor durante la temporada 2008. Antes de ser promovido como entrenador interino, Hawkins fue entrenador de pitcheo de los Oklahoma RedHawks. Al final de la temporada 2015, Hawkins dejó a los Rangers. En 2016, Hawkins fue contratado como entrenador de pitcheo del equipo AAA de Kansas City Royals, los Omaha Storm Chasers.